# Invectiva

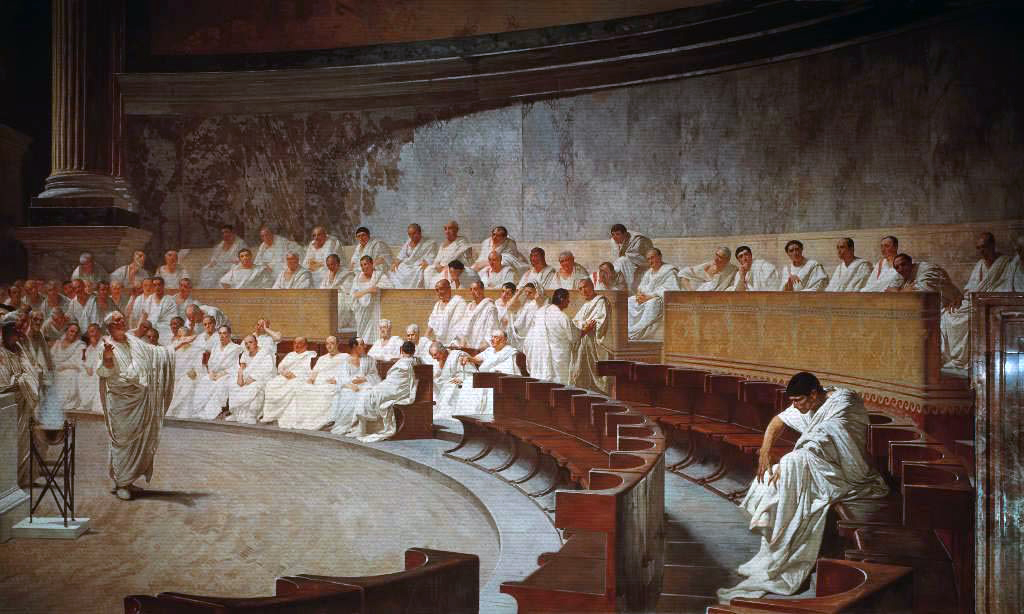
Ciceró denuncia Catilina, fresc de Cesare Maccari, 1882–1888

L' invectiva (del llatí tardà invectus) és un llenguatge abusiu, difamador o de retrets, una forma d'expressió o de discurs groller, destinat a ofendre o a ferir amb vituperació i mala voluntat profundament arrelada, S'utilitza per a censurar a algú, culpant-lo d'alguna cosa.

## El gènere de les invectives
El "gènere d'invectiva" o " vituperatio " en llatí és una forma literària clàssica utilitzada en versos polèmics grecs i romans, així com en prosa. El seu context principal és el de la retòrica.
El gènere de la vituperatio pertany al gènere demostrativum, que es compon d'elements de l'elogi, tot culpant.
Durant la República Romana, les invectives personals i la vituperació de personatges van ser àmpliament utilitzats com a part dels discursos i oratòries fets al forum romà. Ciceró va fer un ús freqüent de la forma invectiva contra enemics polítics com Clodi, Catilina (en les catilinàries) o Marc Antoni (en les filípiques). Les acusacions més corrents eren: avarícia, cobdícia, covardia, efeminació, embriaguesa, poca habilitat per escriure i parlar, luxúria, hàbits sexuals desaprovats i comportament tirànic.
Entre el 44 aC i el 30 aC, la invectiva es va convertir en una eina de la guerra de propaganda entre Octavi i Marc Antoni. Entre altres calúmnies, Marc Antoni va ser acusat d'haver-se casat amb una reina estrangera: Cleòpatra, sent el seu súbdit sotmès i d'haver perdut la seva identitat romana. A més a més, es va afirmar que Cleòpatra planejava envair la península Itàlica. Aquesta propaganda abans de la batalla d'Actium l'any 31 aC va permetre a Octavi presentar el seu atac militar com una campanya militar legítima per poder defensar la República Romana.

## Invectives modernes
El terme literari preferit per a la posterior invectiva del Renaixement va ser el libel, tot i que, al segle xx, seguiria la invectiva política emprada en la guerra de propaganda de Goebbels resumida en les seves frases: "Val més una mentida que no pugui ser desmentida, que una veritat inversemblant. Una mentida repetida mil vegades es converteix en una veritat".

## Exemples
La presentació, a continuació, d’alguns exemples concrets d’invectives notables hauria de facilitar la seva consulta. La mostra és aleatòria i ordenada cronològicament.
- Primera filípica de  Demòstenes .[8]

- Primera catilinària de Ciceró.[9]

- 1645. Philippica portuguesa, contra la Invectiva castellana.[10]

- 1808. Invectiva contra el architirano Bonaparte...[11]

- 1881. Epigrama contra Iriarte.[12]

- 1896. Invectiva de ficció de la novel·la Quo vadis?, de l'escriptor Henryk Sienkiewicz.[13]